# Alla dina ord är ande och liv
Alla dina ord är ande och liv är en psalm där texten är hämtad ur Johannesevangeliet 6:63 (omkväde) och Psaltaren 33 (verser). Musiken är skriven 1974 av Anders Ekenberg (född 1946).

## Publicerad i
- Den svenska psalmboken 1986 som nummer 657 under rubriken "Psaltarpsalmer och cantica".